# Želče
Želče este o localitate din comuna Vojnik, Slovenia, cu o populație de 38 de locuitori.